# Mateusz Kołodziejski
Mateusz Kołodziejski (ur. 22 czerwca 2002) – polski lekkoatleta specjalizujący się w skoku wzwyż.
W sezonie 2021 został wicemistrzem Europy juniorów oraz zdobył brązowy medal mistrzostw świata w tej kategorii wiekowej.
Medalista mistrzostw Polski w kategoriach U20 i U23. Ma w dorobku medale mistrzostw Polski seniorów (stadion – złoto: Suwałki 2022, srebro: Poznań 2021, Gorzów Wielkopolski 2023, Bydgoszcz 2024; hala – srebro: Toruń 2021, Toruń 2022, Toruń 2023, Toruń 2024).

## Rekordy życiowe
- skok wzwyż (stadion) – 2,24 (24 maja 2025, Poznań)
- skok wzwyż (hala) – 2,22 (26 lutego 2022, Toruń)
- skok w dal (stadion) - 6,76 (20 maja 2022, Poznań)

## Progresja wyników
| Rok                  | 2015 | 2016 | 2017 | 2018 | 2019 | 2020 | 2021 | 2022 | 2023 | 2024 | 2025 |
| Hala Wysokość (m)    |      | 1,50 | 1,56 | 1,86 | 2,04 | 2,10 | 2,21 | 2,22 | 2,21 | 2,18 | x    |
| Stadion Wysokość (m) | 1,40 | 1,65 | 1,75 | 1,90 | 2,04 | 2,14 | 2,23 | 2,22 | 2,16 | 2,21 | 2,24 |

## Osiągnięcia
| Rok  | Impreza                                 | Miejsce | Pozycja           | Wynik |
| ---- | --------------------------------------- | ------- | ----------------- | ----- |
| 2021 | Mistrzostwa Europy U20                  | Tallinn | 2. miejsce        | 2,23  |
| 2021 | Mistrzostwa świata U20                  | Nairobi | 3. miejsce        | 2,17  |
| 2023 | Mistrzostwa Europy U23                  | Espoo   | 10. miejsce       | 2,10  |
| 2024 | Mistrzostwa Europy                      | Rzym    | el. – 19. miejsce | 2,17  |
| 2025 | I dywizja drużynowych mistrzostw Europy | Madryt  | 8. miejsce        | 2,21  |